# Ẩm thực Sri Lanka

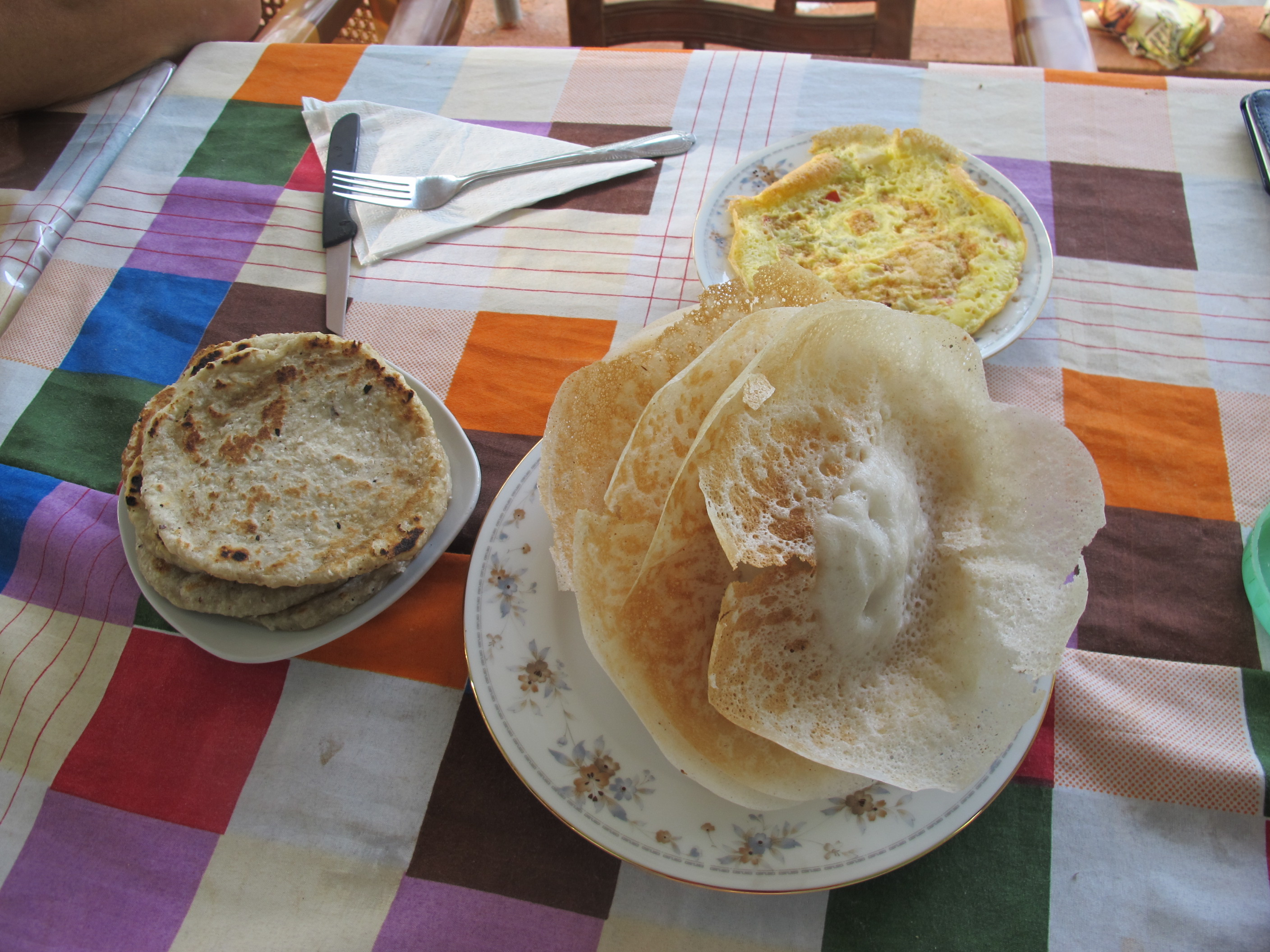
Bàn ăn truyền thống ở Sri Lanka

Nền ẩm thực Sri Lanka độc đáo bởi chịu sự ảnh hưởng từ văn hóa thực dân và những người buôn bán nước ngoài. Cơm là món ăn chủ yếu hàng ngày và có cả trong các dịp đặc biệt. Trong khi đó, các món cà ri cay lại là món ăn ưa thích của người dân nơi đây vào bữa trưa và bữa tối. Các món cà ri của Sri Lanka không chỉ được làm từ thịt hoặc cá, mà còn được làm từ rau và thậm chí từ hoa quả. 

## Đặc trưng
Một bữa ăn điển hình của người Sri Lanka bao gồm một món cà ri chính (làm từ cá, gà, bò, lợn hoặc cừu), và một vài món cà ri khác làm từ rau và đậu lăng. Ngoài ra còn có thêm đĩa dưa góp, các loại sốt và một loại sốt rất cay có tên gọi "sambol". Các món ăn nơi đây được chế biến đều có thêm nguyên liệu là nước cốt dừa và nó mang lại hương vị đặc trưng cho nền văn ẩm thực này.
Người Sri Lanka sử dụng các loại gia vị rất tự do và thường không tuân theo một công thức chính xác nào, do đó món cà ri sẽ có sự khác biệt về mùi vị. Một phần do người dân đến từ các vùng khác nhau trên hòn đảo có truyền thống nấu ăn theo những cách khác nhau. Hơn nữa những người dân tộc và các nhóm tôn giáo lại nấu ăn theo phong tục của họ tạo ra sự đa dạng, phong phú, biến chuyển không ngừng cho các món ăn. 
"Hopper" là một loại món ăn cổ truyền của Sri Lanka, được dùng chủ yếu cho bữa sáng và thường dùng kèm với "Lunu miris". Đây là một loại sốt rất cay làm từ hành đỏ và các loại gia vị. Hopper làm từ bột gạo, nước cốt dừa và một chút rượu cọ được cho vào tạo vị chua và làm tăng khả năng lên men của bột.
Mặc dù món ăn Sri Lanka tương tự như món ăn miền Nam Ấn Độ ở việc sử dụng ớt, bạch đậu khấu, thìa là, rau mùi và các loại gia vị khác nhưng nó vẫn có mùi vị riêng. Thường thì sử dụng các nguyên liệu tự nhiên như cá ở vùng biển Maldive. Nói chung món ăn Sri Lanka cay hơn rất nhiều so với món ăn miền nam Ấn Độ. Trong đó, nhiều món ăn Sri Lanka được cho là những món ăn cay nhất thế giới.

## Hình ảnh

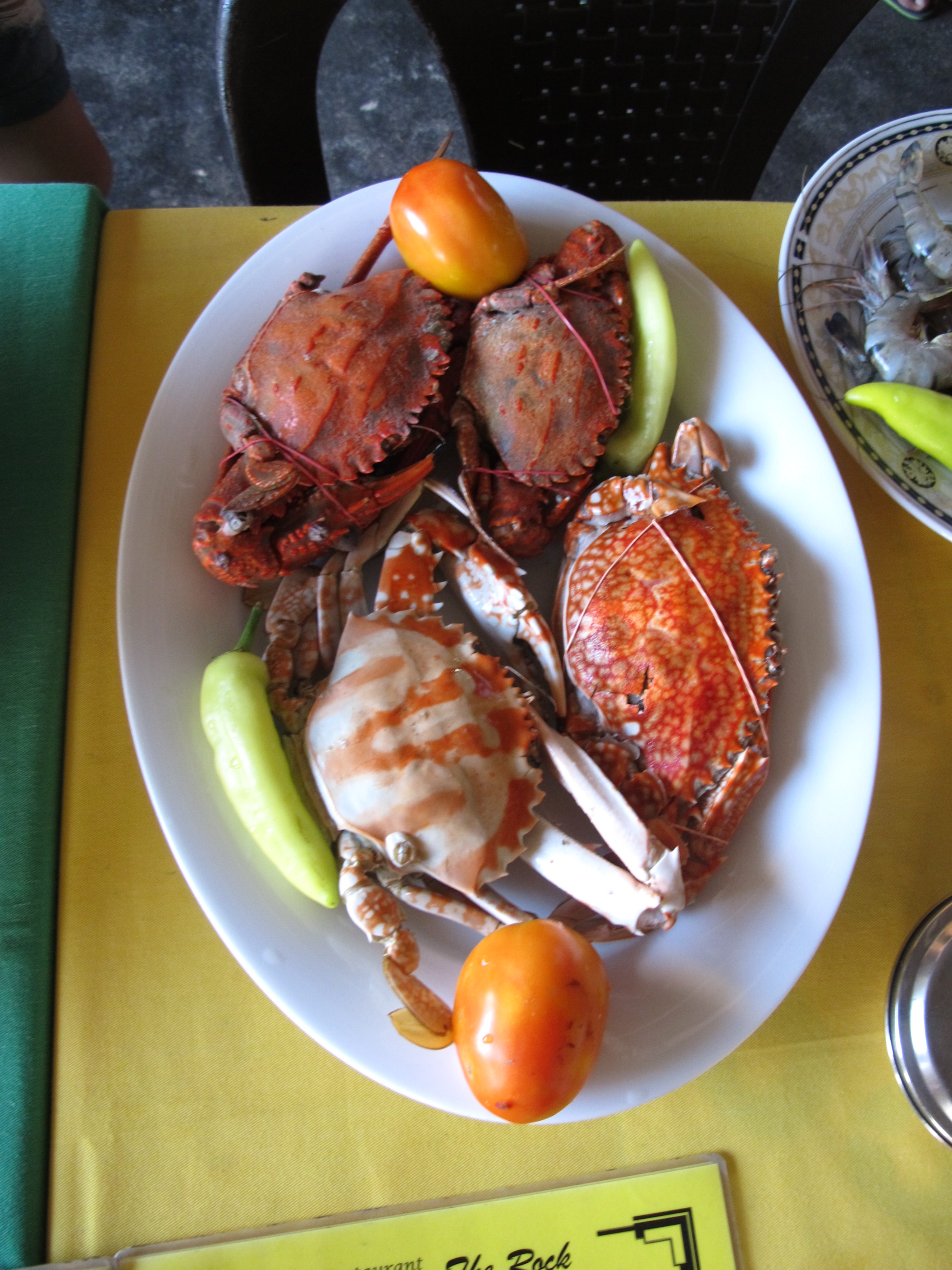
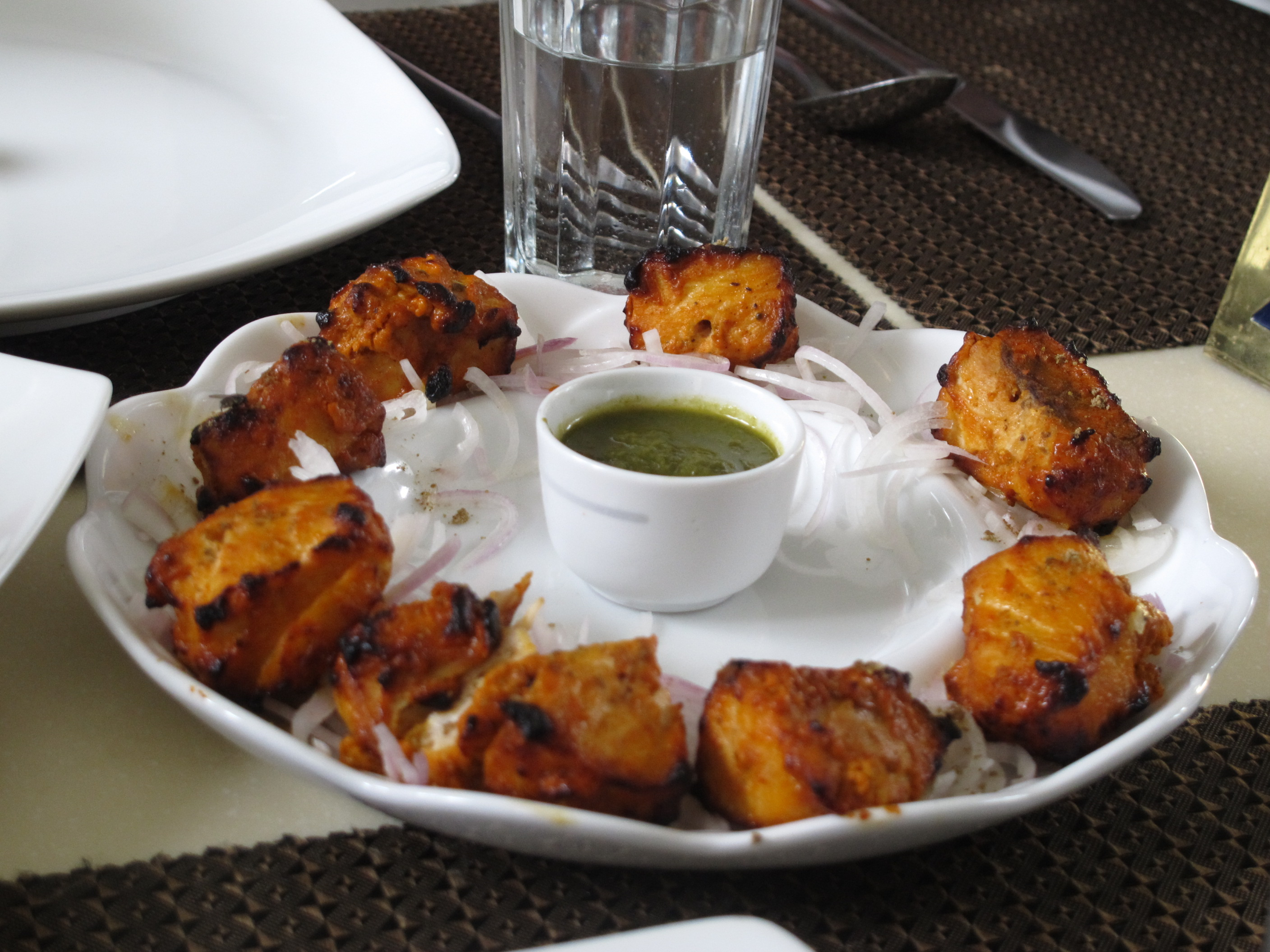
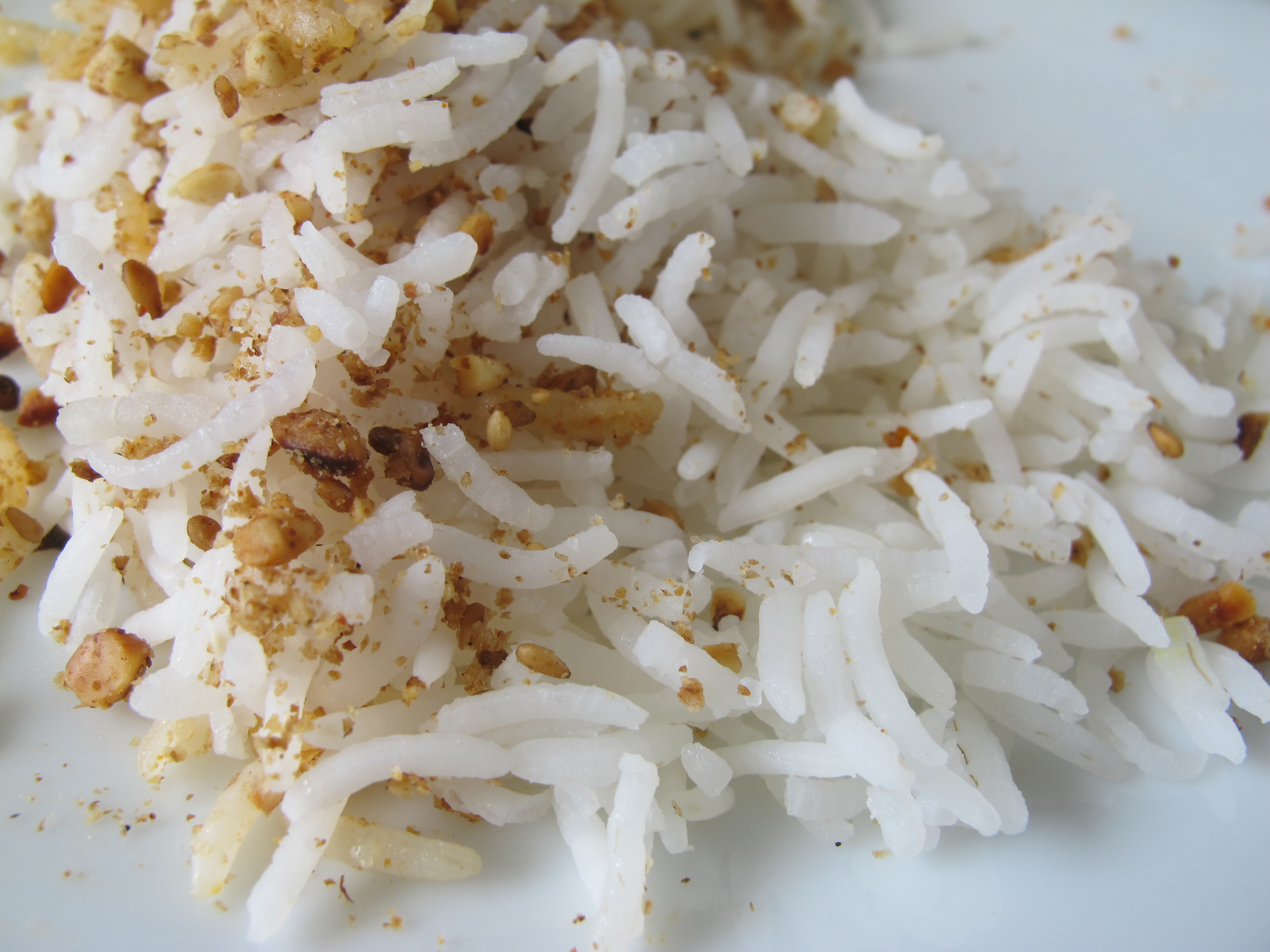
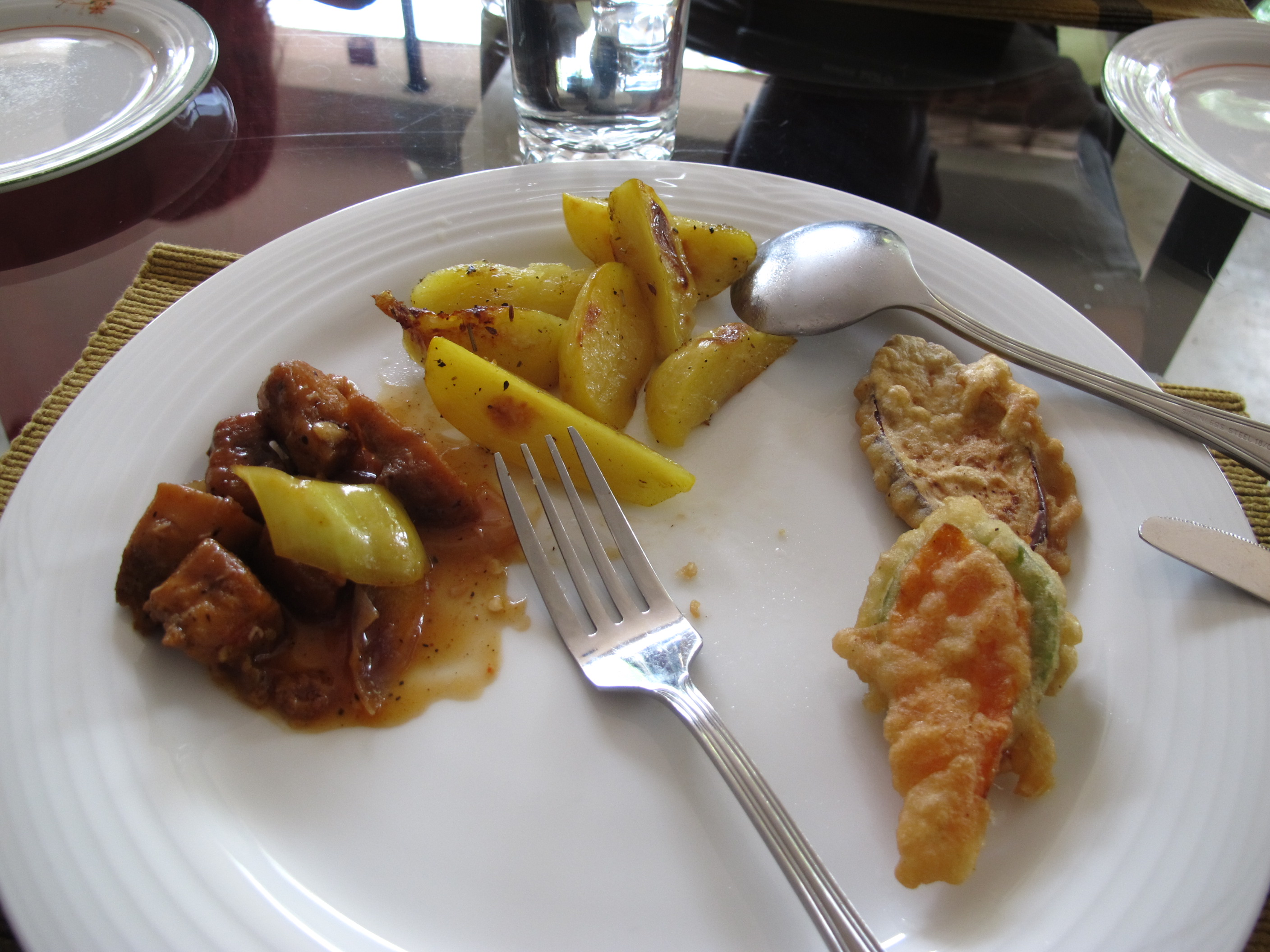
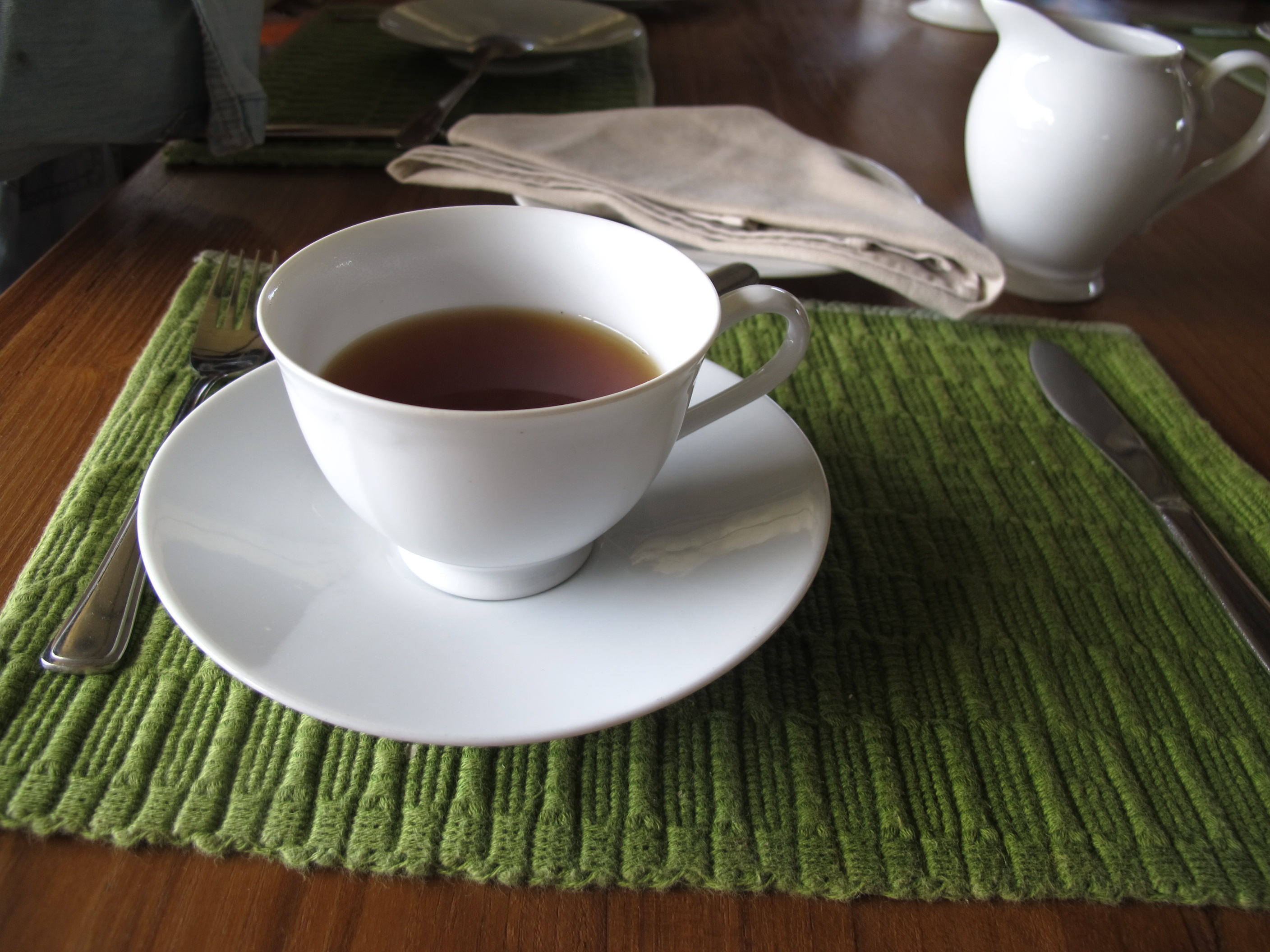
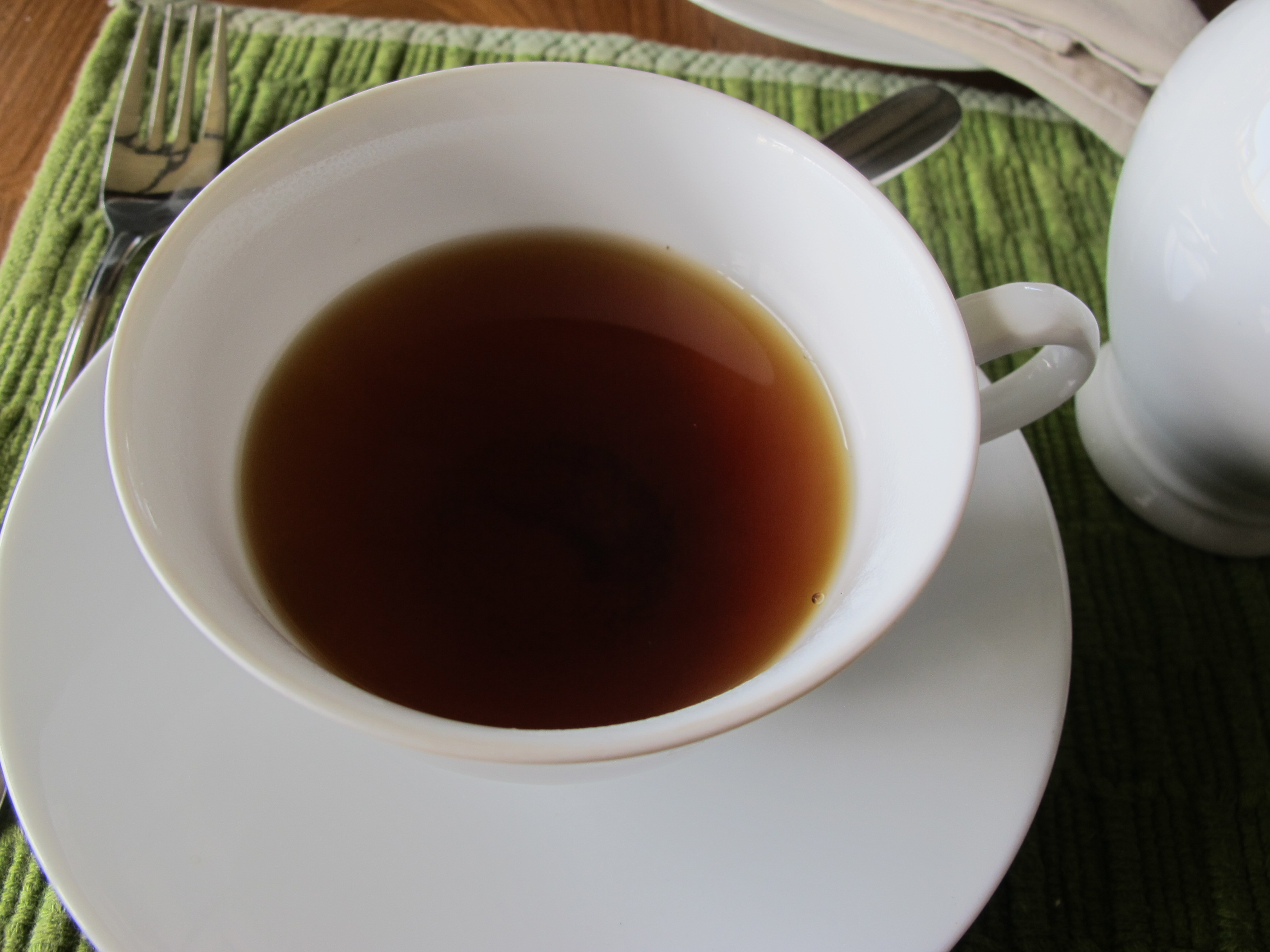
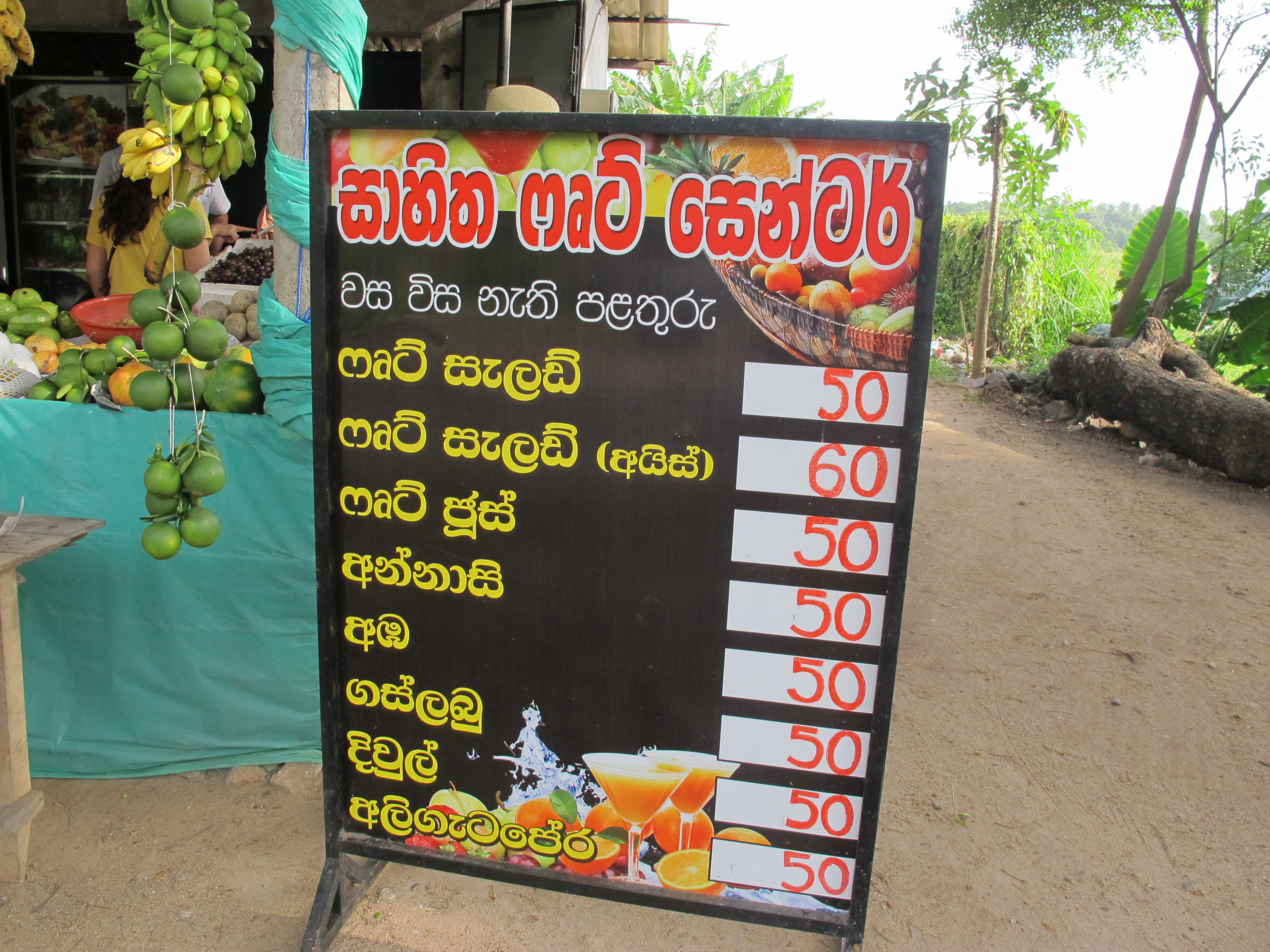